# Hada plumbifusa
Hada plumbifusa là một loài bướm đêm trong họ Noctuidae.